# Municipio de Cromwell (Dakota del Norte)
El municipio de Cromwell (en inglés: Cromwell Township) es un municipio ubicado en el condado de Burleigh en el estado estadounidense de Dakota del Norte. En el año 2010 tenía una población de 35 habitantes y una densidad poblacional de 0,37 personas por km².

## Geografía
El municipio de Cromwell se encuentra ubicado en las coordenadas 47°1′34″N 100°33′32″O / 47.02611, -100.55889. Según la Oficina del Censo de los Estados Unidos, el municipio tiene una superficie total de 93.78 km², de la cual 93,78 km² corresponden a tierra firme y (0 %) 0 km² es agua.

## Demografía
Según el censo de 2010, había 35 personas residiendo en el municipio de Cromwell. La densidad de población era de 0,37 hab./km². De los 35 habitantes, el municipio de Cromwell estaba compuesto por el 97,14 % blancos y el 2,86 % eran de una mezcla de razas. Del total de la población el 0 % eran hispanos o latinos de cualquier raza.